# Alnarps Rehabiliteringsträdgård
Alnarps Rehabiliteringsträdgård (ART) ligger i södra Sverige strax norr om Malmö. Den tillhör Sveriges lantbruksuniversitet (SLU), och är anlagd i den östra delen av campusområdet i Alnarp. ART är en del av universitetets forskningsinfrastruktur. Syftet med trädgården är att utveckla kunskapen om naturbaserade insatser för behandling och rehabilitering, relaterat till ett salutogent förhållningssätt, som fokuserar på faktorer som främjar och bibehåller hälsan ur ett holistiskt perspektiv.
ART är ett Living Lab som ska användas för forskning, utbildning, samverkan, innovation och studiebesök. Den bygger på en Quintuple Helix innovationsmodell. Denna modell grundas dels på den klassiska Triple Helix innovationsmodellen (som fokuserar på interaktioner mellan universitet, företag och offentlig sektor), dels på Quadruple Helix innovationsmodell. Den senare modellen lägger till en fjärde helix: civilsamhället (t.ex. icke-statliga organisationer, media och enskilda medborgare). Quintuple Helix innovationsmodell sätter in Quadruple Helix i ett sammanhang och lägger till den naturliga miljön, vilket främjar socialt och fysiskt hållbara lösningar .
ART har utformats utifrån teorier inom miljöpsykologi och landskapsarkitektur att vara optimalt hälsofrämjande, och därigenom skapa gynnsamma möjligheter att bedriva naturbaserade hälsofrämjande insatser. ART ger utrymme för samarbete mellan forskare, olika intressenter och användargrupper i ett "verklighetsnära laboratorium", vilket betyder att de förhållanden som skapas där, avseende utformning av platser och aktiviteter, kan upprepas utanför laboratoriet. Tillsammans utformar forskare och olika intressenter syftet med forskningsprogrammen och därefter samarbetar de hela vägen: från pilotstudier och experiment till längre forskningsprojekt, utformning av innovationer och slutligen till att realisera och sprida kunskapen.

## Historik
På 1980-talet påbörjades forskning på SLU Alnarp om natur och hälsa: om man kan påvisa orsakssamband mellan människors vistelse i park- och naturmiljöer och deras psykiska och fysiska hälsa. Som en del av denna forskning startades en utbildning i "Trädgård och park som rehabilitering" (populärt beskriven som trädgårdsterapi) i mitten av 1990-talet. Under denna tid utvecklade Patrik Grahn, professor i landskapsarkitektur, idéer om att utforma en hälsofrämjande trädgård på SLU Alnarps campusområde. Den här trädgården var planerad att utformas utifrån de mest citerade och omtalade teorierna som ansågs förklara hur naturmiljöer och parker påverkar människors välbefinnande och återhämtning från höga stressnivåer och mental utmattning.
År 2000 mottogs medel från SLU:s strategiska fond för att anlägga trädgården, som kom att kallas "Alnarps Rehabiliteringsträdgård". Anläggandet ägde rum fram till försommaren 2002. Den 1 juli 2002 kom de första deltagarna till ART. Syftet var från början att skapa en trädgårdsdesign som slog samman teorier om naturens inverkan på återhämtning från stress och mental trötthet med horticultural therapy. En avsikt var dessutom att söka utveckla traditionell amerikansk horticultural therapy till en terapi som kombinerar användningen av naturområden (såväl vila som aktivitet) med arbetsterapi, sjukgymnastik och psykoterapi, där terapeuterna arbetar transdisciplinärt. Det antogs att denna trädgårdsmiljö, som dels erbjuder möjligheter till skilda typer av upplevelser (inte minst vila) och dels aktiviteter inom terapin, skulle främja hälsan och hjälpa människor att återhämta sig från olika sjukdomar.

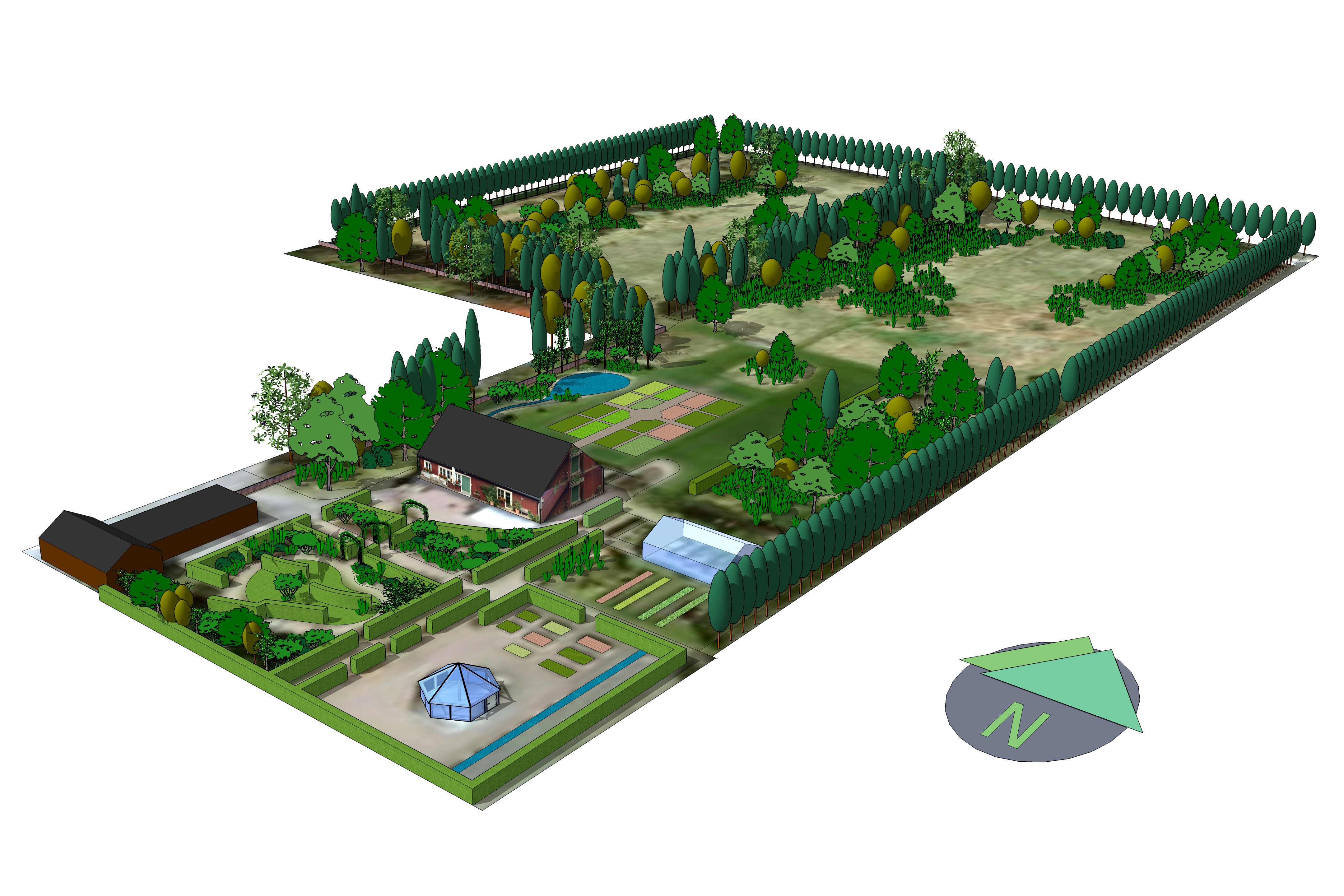
Gunnar Cerwéns map of Alnarp Rehabilitation Garden

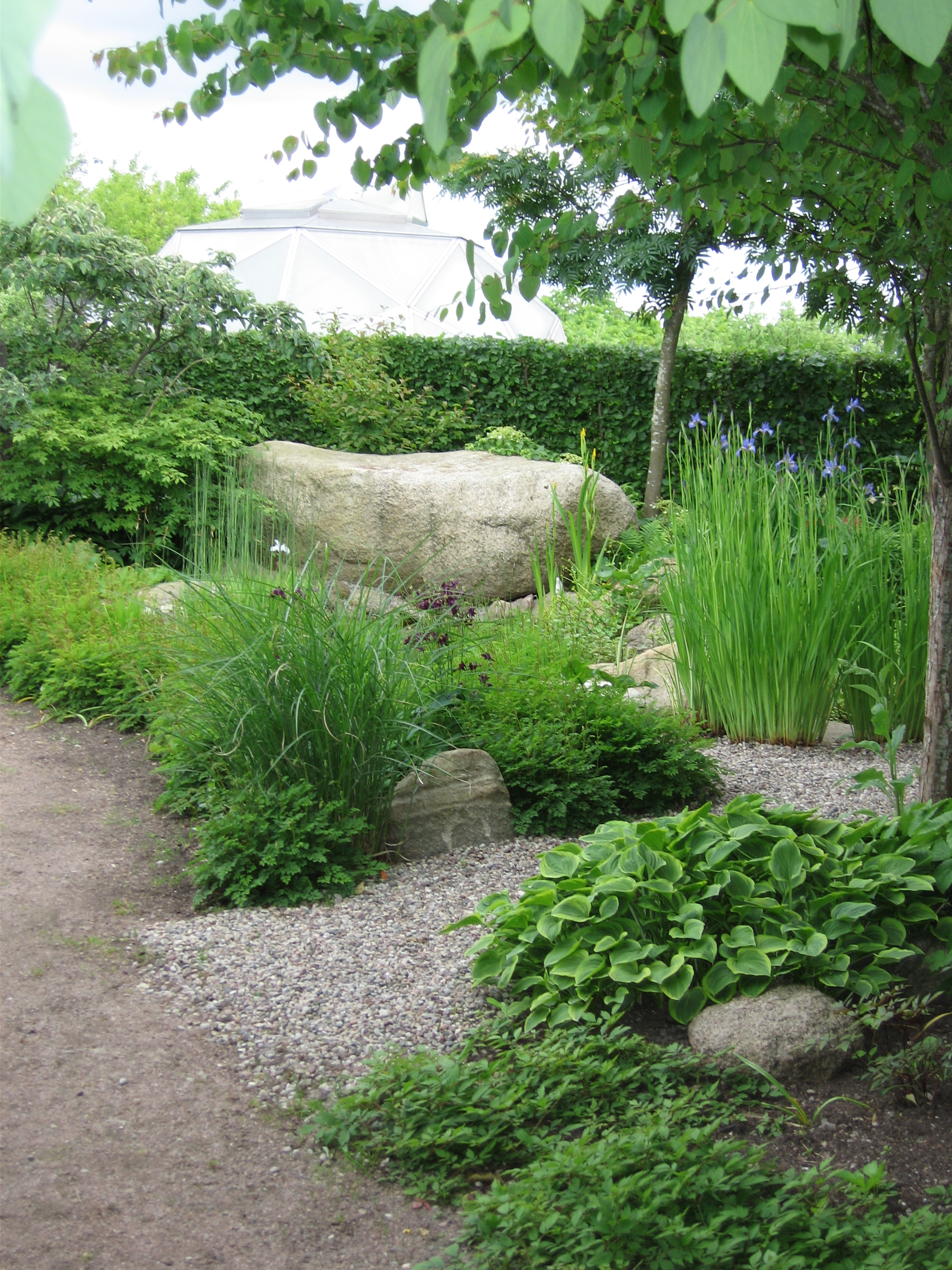
Stenarna vid den södra, mindre dammen i Alnarps Rehabiliteringsträdgård, med "Johans sten" i fonden

## Trädgården
Trädgården är utformad för att tillgodose de mest citerade designriktlinjerna relaterade till människors beteende och välbefinnande: Attention Restoration Theory; Den psyko-evolutionära teorin, biofili hypotesen, prospect-refuge teorin av Jay Appleton, idéer om permakultur och Forest Gardening av t.ex. Bill Mollison och Gordon Orians savannhypotes. Dessutom innehåller trädgården alla nödvändiga byggnader och aktiviteter relaterade till horticultural therapy.
I den norra delen av trädgården finner man naturområden som är utformade för att vara särskilt stressreducerande och återhämtande, som lundar och ängar. Den södra delen är utformad till att vara mer lämplig för hälsofrämjande aktiviteter, som kan kopplas till sjukgymnastik och arbetsterapi och inte minst till den klassiska horticultural therapy, med växthus och en köksträdgård omgiven av en park med dammar. Mellan dessa två delar finns en skogsträdgård (Forest Garden). Se illustrationsplan av Gunnar Cerwén. Forskare vid SLU har i denna trädgård möjlighet att utveckla och testa sina egna teorier om samband mellan människors hälsa, och vila eller aktiviteter i natur och trädgård, som Perceived Sensory Dimensions (PSD) och teorin om stödjande miljöer.

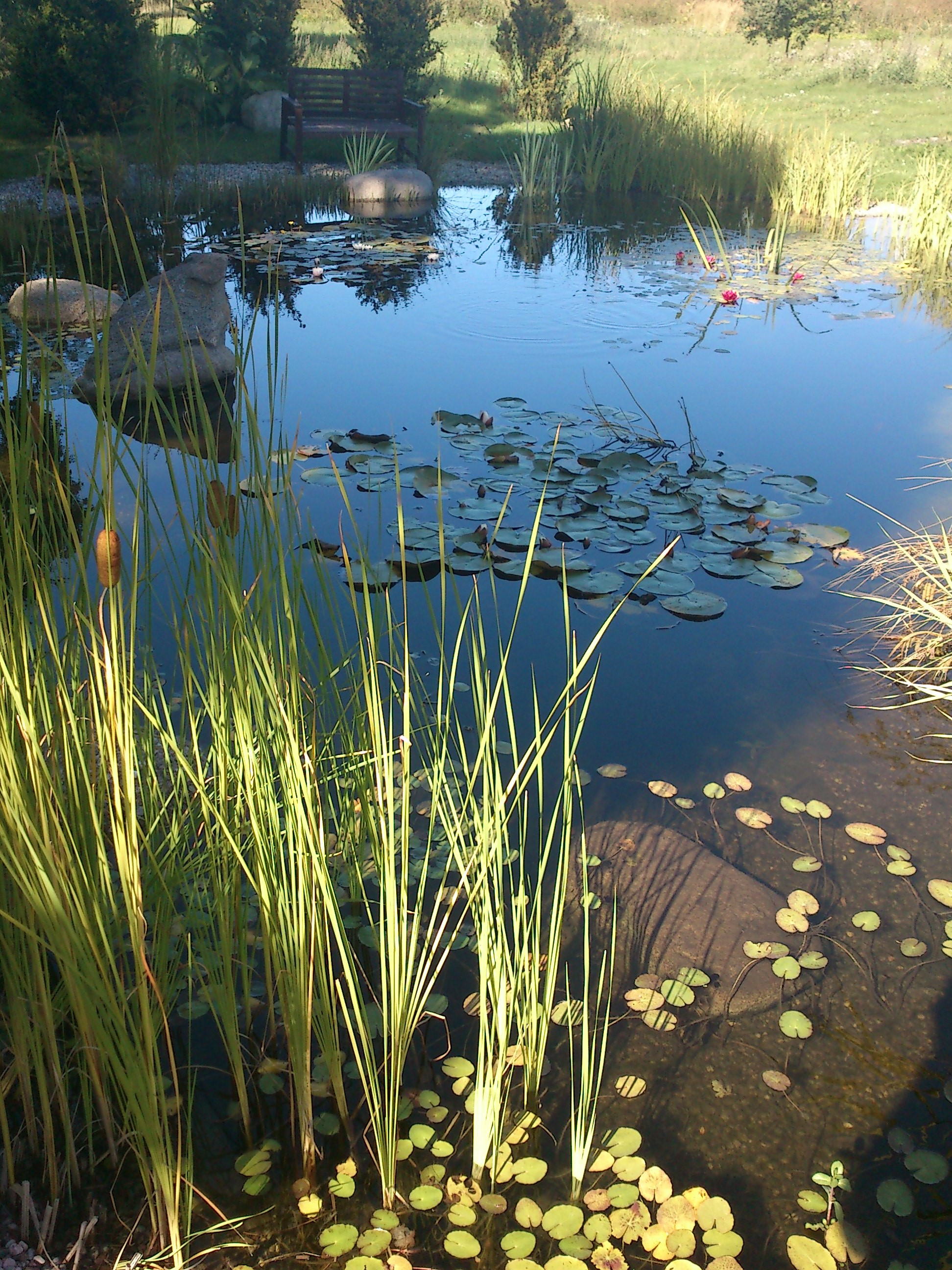
The northern pond

## Samverkanslösningar
Forskningen vid ART bygger på att hitta lösningar på behov som olika intressenter har uttryckt vara angelägna och brådskande. Forskningens syfte, metoder och samverkanslösningar avseende att driva projekten är utformade tillsammans med intressenterna. Efter att projekten avslutats genomför intressenterna de lösningar och innovationer som har utvecklats vid ART, och sprider kunskapen tillsammans med SLU. Huvudpart och sponsor för verksamheten inom ARTs forskningsinfrastruktur var från starten och ett antal år framåt Försäkringskassan, och därefter har det varit Region Skåne. Andra viktiga parter och sponsorer har varit Arbetsförmedlingen och Svenska ESF rådet av Europeiska socialfonden. Ytterligare bidrag till forskning och innovation har gjorts av forskningsråd som Formas, Crafoordska stiftelsen och Vinnova. Forskare från Lunds universitet och Institutet för Stressmedicin i Göteborg har medverkat till många viktiga bidrag till forskningen. Patientföreningar som LIBRA (utmattningssyndrom) eller Nätverket mot cancer har haft viktiga roller i samverkanslösningar.

## Forskning
De första åren fokuserades forskningen på att utforma behandlings- och rehabiliteringsprogram för stressrelaterade psykiska sjukdomar, som utmattningssyndrom, utbrändhet och mild till måttlig depression. Resultat från dessa projekt presenteras fortlöpande. Därefter har forskningen även fokuserat på att utforma behandlings- och rehabiliteringsprogram för stroke och program för att etablera flyktingar i det svenska samhället. Idag inriktas verksamheten på att utforma nya rehabiliteringsprogram. Kortare experimentella studier har inkluderat studier av designen av utomhusmiljön, dess betydelse för personer med Parkinsons sjukdom och studier av vikten av rehabiliterande miljöer avseende ljudlandskap, dofter, färger och former i ART för rehabiliteringens framgång.

## Utbildning
Anläggningen används i SLUs utbildningsprogram, främst inom masterprogrammet "Outdoor Environments for Health and Well-being", i utbildningsprogram inom landskapsarkitektur, trädgårdsingenjör och i fristående kurser, såsom Hälsoträdgårdar och Trädgårdar i vård. Dessutom används ART i forskarutbildningen, och hittills har ett tiotal doktorsavhandlingar baserats på forskning i ART.

## Innovation och spridning
Alnarpsmetoden: att behandla och rehabilitera personer som drabbats av stressrelaterad psykisk sjukdom, såsom utmattningssyndrom, utbrändhet och depression. Modellen innefattar multimodal rehabilitering av ett team bestående av licensierad vårdpersonal (arbetsterapeut, fysioterapeut och psykoterapeut) och experter på aktiviteter i natur och trädgård (trädgårdsmästare och trädgårdsingenjör). De arbetar tillsammans, transdisciplinärt. Platsen för rehabiliteringen skall innehålla natur- och trädgårdskvaliteter som stöder de rehabiliterande insatserna. Denna modell har spridit sig över hela Sverige och till våra grannländer i Nordeuropa. Den har också spridits till andra länder i Europa, till exempel Holland och vidare hela vägen till Japan. Infrastrukturen används i internationella samarbetsprojekt, till exempel med Holland och Danmark. I Japan handlar det om samarbetsprojekt mellan Sveriges lantbruksuniversitet och tre japanska universitet (Chiba, Okayama och Tsukuba) om utveckling av naturbaserad rehabilitering baserad på den svenska typen av rehabiliteringsträdgård. Denna innovation har även lett till att ett spin-off-företag, NAHC, bildades som ett portföljbolag vid Sveriges Lantbruksuniversitets  holdingbolag SLU Holding.
Naturunderstödd rehabilitering på landsbygden (NUR), är en annan framgångsrik innovation som också riktar sig till personer som lider av stressrelaterad psykisk sjukdom, såsom utbrändhet, utmattningssyndrom och mild till måttlig depression. I denna specifika modell befinner sig den legitimerade sjukvårdspersonalen på en vårdcentral medan experter inom natur- och trädgårdsverksamhet (till exempel bönder) finns på landsbygdsföretaget, inte långt från den lokala vårdcentralen. Modellen har testats i forskningsstudier och befunnits fungera. Region Skåne erbjuder därför denna form av behandling och rehabilitering till alla invånare i Skåne. De landsbygdsföretagare som är intresserade av naturunderstödd rehabilitering på landsbygden (NUR) kan registrera sitt intresse hos Region Skåne. Genom offentlig upphandling träffas avtal mellan regionen och ett antal landsbygdsföretagare. Dessa måste uppfylla vissa kvalitetskrav och kunna erbjuda rehabilitering till ett pris som är godtagbart för regionen.